# Bajanölgijský ajmag
Bajanölgijský ajmag (mongolsky Баян-Өлгий Аймаг, kazašsky Баян Өлгей аймағы) je nejzápadnější provincií Mongolska. Má rozlohu 45 705 km² a žije v něm okolo 100 000 obyvatel, hlavním městem je Ölgij. Ajmag byl zřízen v roce 1940, jeho název pochází z kazašského výrazu Бай Өлке (bohatý kraj).

## Přírodní podmínky
Území leží v altajském pohoří a nachází se zde nejvyšší mongolská hora Chüjtnij orgil (4374 m n. m.). V ajmagu pramení řeka Chovd gol, největším jezerem je Tolbo, známé díky bitvě, v níž bolševici roku 1921 porazili bělogvardějce. Podnebí má kontinentální charakter, část území pokrývají modřínové lesy. Nachází se zde národní park Altaj Tavan bogd, vyznačující se bohatou faunou (argali, los evropský, kozorožec sibiřský) i pravěkými skalními malbami. Hlavním zaměstnáním obyvatel je pastevectví skotu, koní, ovcí a velbloudů, důležitou tradicí je lov pomocí orlů. Pěstují se brambory, jablka a rakytník, těží se wolfram a stříbro.

## Obyvatelstvo
Od ostatních mongolských ajmagů se liší složením obyvatelstva. Přes devadesát procent tvoří Kazaši, majoritním náboženstvím je islám. Po otevření hranic se mnoho zdejších obyvatel odstěhovalo do Kazachstánu, ale část z nich se později zase vrátila.

## Správní členění
Ajmag je rozdělen na čtrnáct somonů:
- Altancögc
- Altaj
- Bajannuur
- Bugat
- Bulgan
- Bujant
- Cagaannuur
- Cengel
- Delüün
- Nogoonnuur
- Ölgij
- Sagsaj
- Tolb
- Ulaanchus